# Поалей-Ціон
Поалéй-Ціóн (פּוֹעֲלֵי צִיּוֹן, «Робітники Сіону») — єврейська соціал-демократична робітнича партія, поміркована єврейська організація соціалістичного спрямування (1906–1928).

## Становлення партії
Перші осередки Поалей-Ціон виникли на початку 20 ст. в Україні (Катеринослав, Одеса, Полтава), Білорусі (Вітебськ) і Литві (Вільно, тепер Вільнюс). З часом партія поширила діяльність на Австро-Угорщину, Велику Британію, США, Палестину, Аргентину.
У роки українських національно-визвольних змагань 1917-21 праве крило Поалей-Ціон підтримувало уряд УНР, представники цієї партії входили до складу Центральної Ради і уряду. Один із чільних діячів Поалей-Ціон Соломон Гольдельман обіймав посади заступника міністра торгівлі та міністра праці в уряді УНР доби Директорії. Член Поалей-Ціон Аврам Ревуцький обіймав посаду спочатку заступника, а потім міністра єврейських справ.
Головним ідеологом партії був філософ і політичний мислитель Бер Борохов.

## Розколи і ліквідація
1918 у Поалей-Ціон відбувся розкол, який остаточно оформився на початку 1919. Її ліве крило підтримало радянську владу. 27 липня 1919 опубліковано розпорядження ВУЦВК вважати партію Поалей-Ціон, комуністична фракція якої підтримує радянську владу, такою, що стоїть на платформі радянської влади («радянською партією»).
26 серпня 1919 року в Кам'янці-Подільському відбулася конференція партії Поалей-Ціон, яка схвалила діяльність уряду УНР, особливо у справі боротьби з погромами. У цей час у Кам'янці-Подільському діяла організація лише правого крила партії.
Ліве крило Поалей-Ціон на контрольованій червоними військами території пережило розкол у 1919. Одну частину, Єврейську комуністичну партію (Поалей-Ціон), у 1922—1923 поглинула партія більшовиків. Інша частина, згодом перейменована на Єврейську комуністичну робітничу партію (Поалей-Ціон), формально залишалася легальною до 1928, коли її діяльність було остаточно заборонено.
Друкований орган ЄКП(ПЦ) — газета «Накануне» (Москва, російською мовою) та низка газет і бюлетенів на місцях (російською та їдиш).
Друкований орган ЄКРП(ПЦ) — журнал «Еврейская пролетарская мысль» (Москва, російською, згодом — «Їдіше пролетаріше ґеданк» (їдиш) із паралельною назвою «Еврейская пролетарская мысль»).
Єврейська комуністична партія (Поалей-Ціон) у грудні 1919 — лютому 1920 тісно співпрацювала з партією боротьбистів.

## Відомі діячі
- Йосеф Хаїм Бреннер